# Галкин, Александр Геннадьевич
Александр Геннадьевич Галкин (род. 8 мая 1961, Каменск-Уральский, Свердловская область) — ректор Уральского государственного университета путей сообщения, профессор, доктор технических наук (с 7 февраля 2008 года по настоящее время).

## Биография
В 1983 году с отличием окончил Уральский электромеханический институт инженеров железнодорожного транспорта по специальности «Электрификация железнодорожного транспорта».
10 марта 1989 года в диссертационном совете при Московском институте инженеров железнодорожного транспорта им. Ф. Э. Дзержинского защищена диссертация на соискание ученой степени кандидата технических наук.
С 1989 года работает в Уральском электромеханическом институте инженеров железнодорожного транспорта: старший научный сотрудник, доцент, заведующий кафедрой «Электроснабжение транспорта» (до 2007 года).
В 2003 году решением Высшей аттестационной комиссии Министерства образования Российской Федерации присуждена ученая степень доктора технических наук.
В 2008 году избран на должность ректора Уральского государственного университета путей сообщения.
С 2012 года — председатель Уральского отделения Российской академии транспорта.
С сентября 2016 года — главный редактор журнала «Транспорт Урала».
Входит в состав Совета ректоров вузов Екатеринбурга и Свердловской области.

## Награды и звания
За исследование системы автоматического проектирования контактной сети АРМ КС и КСТ-УрГУПС присвоено звание «Лауреат ВДНХ-ВВЦ».
Присвоено звание «Лучший изобретатель железнодорожного транспорта» по решению МПС РФ (2002 г.).